# 黃吻荷包魚
黃吻荷包魚（學名：Chaetodontoplus poliourus），為輻鰭魚綱鱸形目鱸亞目蓋刺魚科的其中一個種。分布於西太平洋巴布亞紐幾內亞、索羅門群島、印尼及帛琉海域，深度1-20公尺，為熱帶海水魚，本魚體呈長卵形，吻鈍，體前半部白色至體後半部漸變成褐色，頭部有一黑色條紋從額頭穿過眼部至腹鰭基部，吻部藍色，胸鰭、腹鰭及背鰭硬棘部黃色，尾鰭藍灰色並鑲黃色邊緣，背鰭軟條部及臀鰭褐色並鑲藍灰色邊緣，背鰭硬棘12枚；背鰭軟條17枚；臀鰭硬棘3枚；臀鰭軟條16-17枚，體長可達8.6公分，棲息在珊瑚礁區，屬肉食性，以海綿、海膽為食，可作為觀賞魚。

## 擴展閱讀
維基物種上的相關：黃吻荷包魚